# Thiago Seyboth Wild
Thiago Seyboth Wild (Marechal Cândido Rondon, 10 de março de 2000) é um tenista profissional brasileiro. Ele ganhou o título de simples masculino juvenil do US Open de 2018 e alcançou o recorde da carreira em 20 de maio de 2024 ao chegar no 58º lugar na classificação simples e o 197º lugar em duplas em 22 de maio de 2023 na classificação da Associação de Tenistas Profissionais (ATP). Ele também chegou ao 8º lugar júnior da Federação Internacional de Tênis em 22 de janeiro de 2018.
Seyboth Wild fez sua estreia no sorteio principal do ATP de São Paulo de 2018 depois de receber um wildcard no sorteio principal de simples. Ele conquistou seu primeiro título do Challenger em Guayaquil derrotando o boliviano Hugo Dellien em 3 de novembro de 2019. Com apenas 19 anos de idade, ele conquistou seu primeiro título do ATP Tour em Santiago do Chile derrotando Casper Ruud em 1º de março de 2020. Ao conquistar este título, ele se tornou o mais jovem brasileiro a ganhar um título ATP e é apenas o segundo brasileiro na história a eliminar um tenista top-2 do mundo em torneios Grand Slam, igualando um feito de Gustavo Kuerten em 2004, contra Roger Federer. Ele também se tornou o primeiro jogador nascido nos anos 2000 a ganhar um título do ATP Tour.

## Carreira

### 2018: Título de Grand Slam Juvenil

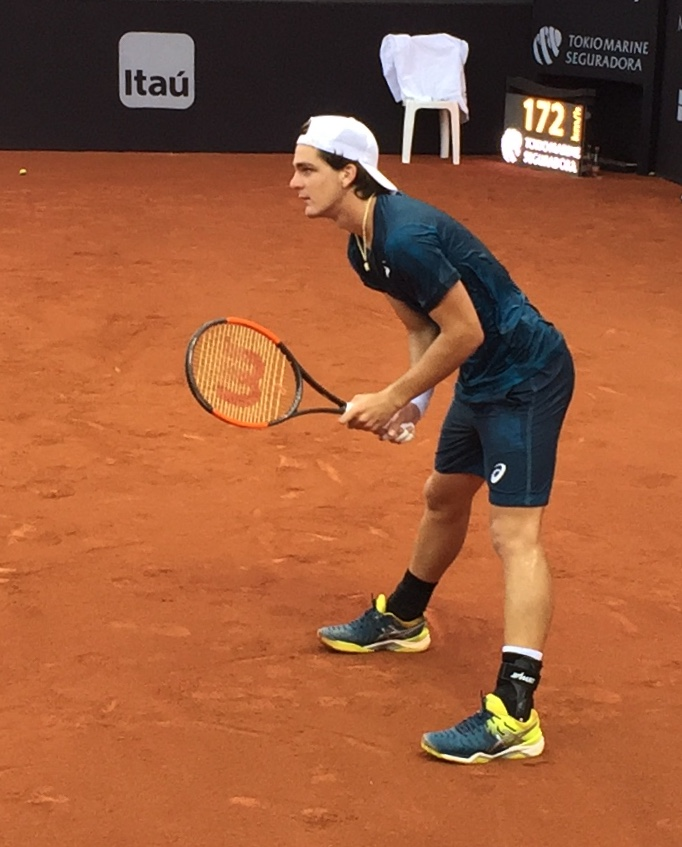
Wild no Rio Open de 2018

Wild se tornou o segundo brasileiro a ser campeão da chave juvenil de um Grand Slam (US Open), em 9 de setembro, se juntando a Tiago Fernandes. Em 2018, ele também fez semifinal juvenil no Australian Open, e nas duplas juvenis de Roland Garros.

### 2019: Primeiro título Challenger
Em novembro de 2019, aos 19 anos, venceu seu primeiro Challenger em Guayaquil, entrando pela primeira vez no top 300 mundial. Com o título, ele saltou para a 235ª colocação do ranking mundial, e se tornou o terceiro melhor tenista do Brasil no momento, ficando atrás apenas do cearense Thiago Monteiro e do mineiro João Menezes

### 2020: Wildcards e primeiro título ATP 250

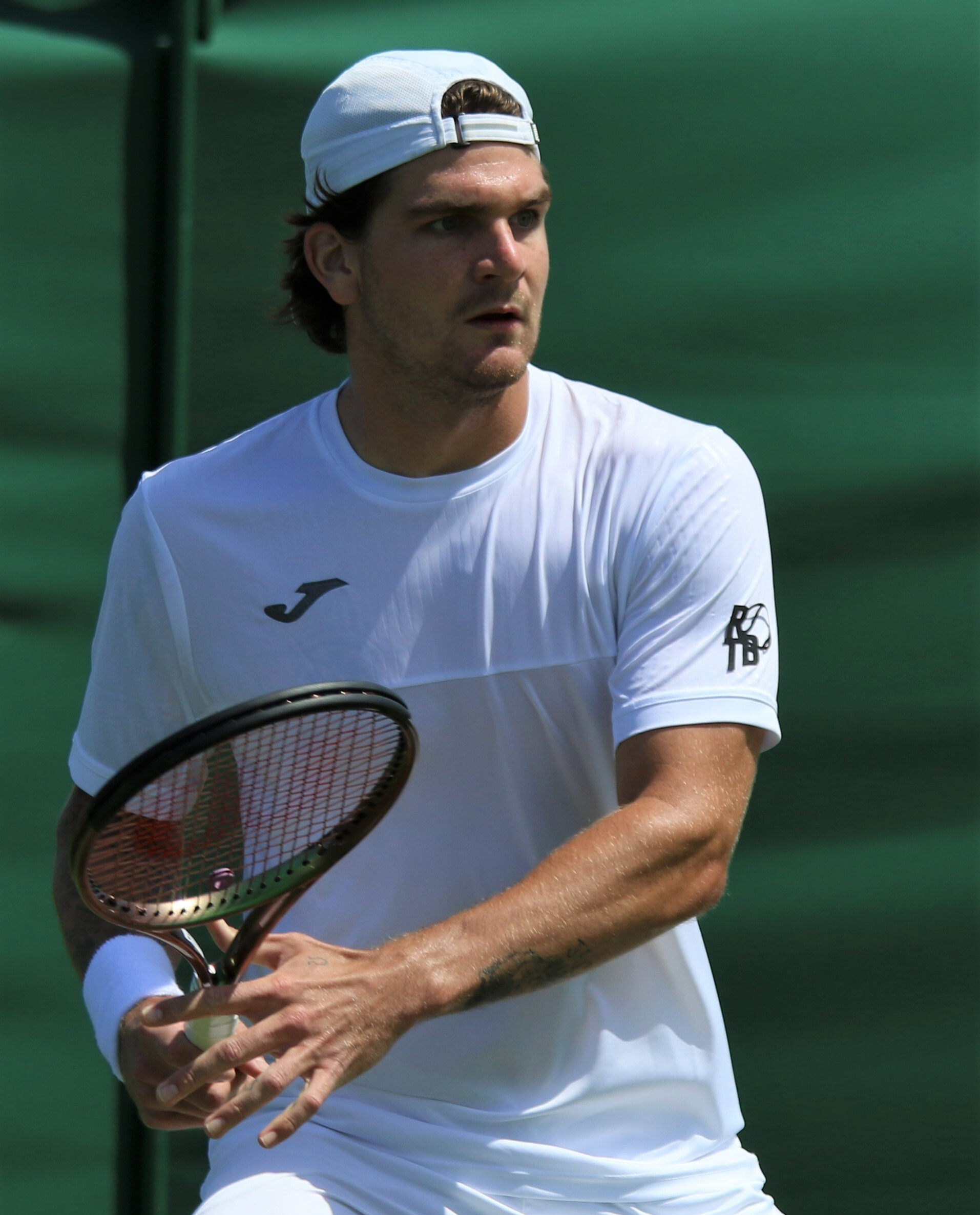
Wild em Wimbledon 2022

Em fevereiro de 2020, recebe convite para participar do ATP 500 do Rio de Janeiro, onde derrota o top 100 espanhol Alejandro Davidovich por 2 sets a 1 (5/7, 7/6 (7-3) e 7/5) na 1a rodada, no jogo mais longo da história do torneio (3h49). Na rodada seguinte, enfrenta o n.32 do mundo, Borna Coric, perdendo por 7/6 no último set. Com os pontos obtidos, ele entrou no top 200 mundial pela primeira vez em 24 de fevereiro de 2020, saltando para a 182º posição do ranking.
Na semana seguinte, convidado para o ATP 250 de Santiago, Wild realiza a maior campanha de sua carreira: derrota Facundo Bagnis (ex-top 60 mundial), Juan Ignacio Londero (n.63 do mundo) e nas quartas-de-final, o cabeça de chave n.1 do torneio, e campeão do ATP 500 do Rio, o chileno Cristian Garín, n.18 do mundo, por 7/6 e desistência. Com isso, chega a sua primeira semifinal de torneio ATP. Além disso, se garante como tenista n.2 do Brasil. Na semi, derrota facilmente Renzo Olivo por 2 sets a 0, numa das maiores façanhas do tênis nacional masculino: se torna o mais jovem brasileiro a chegar numa final desse nível, superando feitos de Gustavo Kuerten, então com 20, e de Jaime Oncins e Thomaz Bellucci, aos 21 anos. Também se torna o primeiro brasileiro a disputar uma final de nível ATP desde que Thomaz Bellucci foi vice em Houston, em abril de 2017. Na final, derrota Casper Ruud, n.38 do mundo e campeão do ATP 250 de Buenos Aires duas semanas antes, por 2 sets a 1, se tornando campeão do ATP 250 de Santiago, com 19 anos de idade, superando o feito de Guga, que ganhou seu primeiro ATP aos 20 anos. Wild também é o tenista mais jovem a conquistar um título na gira latino-americana de saibro, desde que Rafael Nadal ganhou Acapulco, em 2005, aos 18 anos. De 182º do mundo, deu um salto no ranking da semana seguinte para o 113º posto, bem próximo de uma vaga direta em Roland Garros.
Após a temporada ser paralisada por alguns meses devido à pandemia de COVID-19, Wild vai, em setembro, ao forte Challenger de Aix-en-Provence, na França, com participação de 4 tenistas do top 100 mundial e pontuação de 125 pontos ao campeão (a maior existente entre os Challengers), e chega à final.

### 2023: Entrada no top 100, tenista n° 1 do Brasil, novos títulos de Challenger, vitória sobre top 5

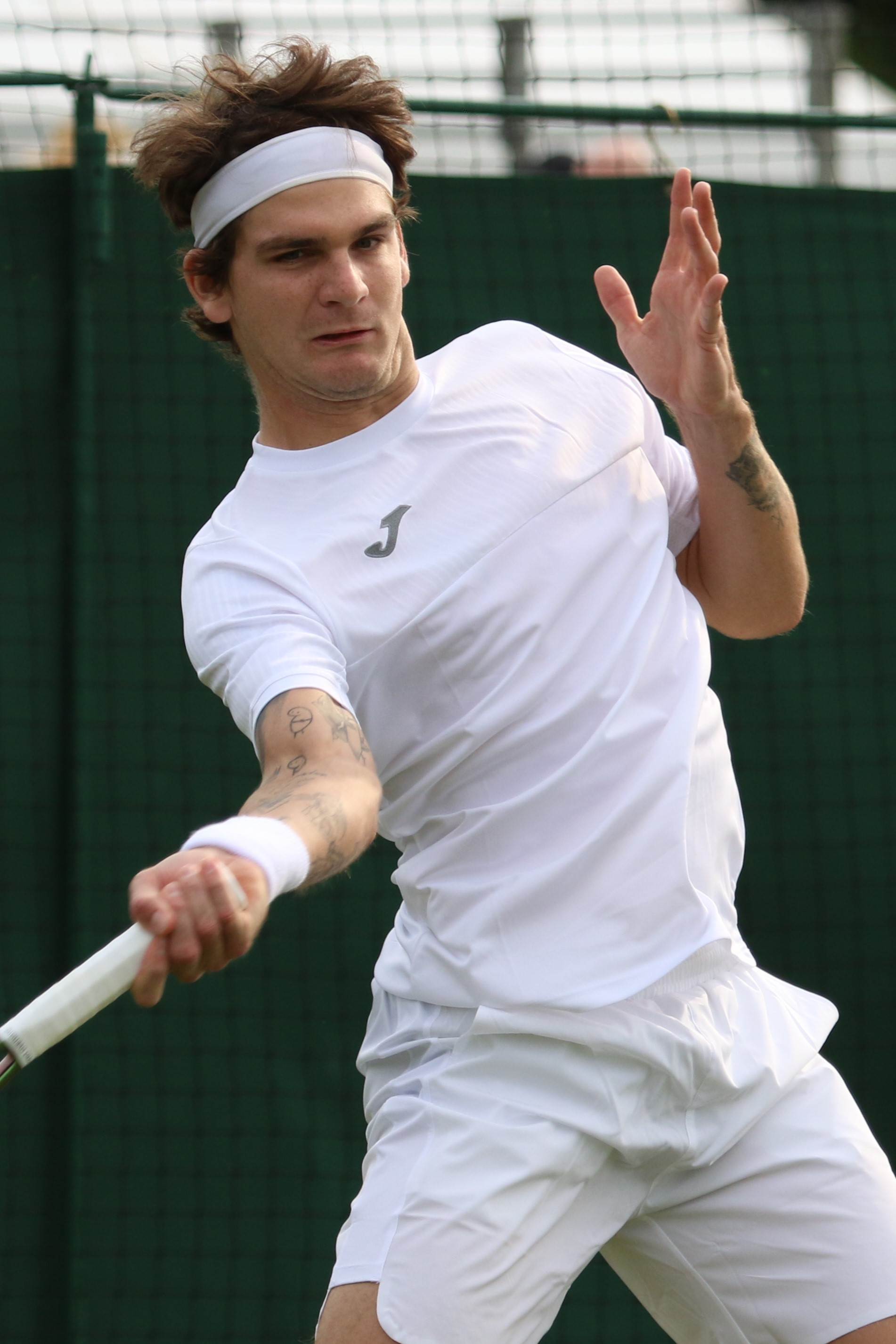
Wild em Wimbledon 2023

Em 2023, Wild mudou-se para a Argentina, fator que posteriormente considerou importante para a ascensão na carreira. Após dois anos de maus resultados, em março de 2023, Wild chegou à final do Challenger de Santiago, perdendo para Hugo Dellien, e na semana seguinte, venceu o Challenger em Viña del Mar, derrotando o cabeça-de-chave Hugo Gaston e retornando ao top 230 no ranking de simples em 20 de março de 2023.
Ele também chegou à final de duplas no ATP 250 de Viña del Mar em parceria com Matías Soto. Como resultado, ele alcançou uma nova classificação de duplas na carreira de No. 230 em 20 de março de 2023. Em 30 de abril, Wild venceu o Challenger de Buenos Aires em simples e em duplas. Com isso, retornou ao top 200 mundial de simples, e entrou pela primeira vez no top 200 mundial de duplas. Em maio, participando do Challenger 175 de Piemonte, chegou às quartas de final perdendo apenas para o cabeça-de-chave n.1 e top 50 Sebastián Báez, em três sets.
Wild se classificou para Roland Garros pela primeira vez no final de maio de 2023. Ele entrou nas qualificatórias do torneio em maio. Venceu suas três partidas contra Antoine Bellier, Ričardas Berankis e Dominik Koepfer perdendo apenas um set. Na primeira rodada do torneio, sorteado para enfrentar o n.2 do mundo, Daniil Medvedev, e ranqueado apenas como o n.172 do mundo, Wild derrotou o russo por 3 sets a 2, juntando-se a um pequeno grupo de brasileiros que já venceram um dos dois primeiros do ranking na Era Profissional. Após a derrota, Medvedev disse sobre Wild que "se continuar jogando assim, estará entre os 30 melhores do mundo". Wild ainda derrotou Guido Pella na 2a rodada por 3 sets a 1, e na 3a rodada, enfrentando o cabeça de chave n.27 do torneio, o japonês Yoshihito Nishioka, foi eliminado por 3 sets a 2 após ter dificuldades com o cansaço.
Sem possuir ranking suficiente para entrar direto nos torneios ATP de grama pós-Roland Garros, Wild fez sua preparação e entrou no torneio classificatório de Wimbledon, enquanto travava sua batalha particular para ser o número 1 do Brasil, contra Felipe Meligeni Alves e Thiago Monteiro. Ele derrotou Jelle Sels e Pierre-Hugues Herbert, mas na última rodada da qualificação, enfrentando Tomás Barrios Vera, no início do 5º e último set, sofreu uma leve entorse no tornozelo que lhe custou a vaga em Wimbledon. Wild então decidiu competir no saibro no Challenger em Karlsruhe, Alemanha.
Depois de chegar às quartas de final em Karlsruhe e às semifinais do Challenger 125 em Braunschweig, ambas na Alemanha, Wild tornou-se o tenista número 1 do Brasil pela primeira vez, superando Thiago Monteiro, que passou 5 anos na posição.
Wild entrou no top 100 mundial pela primeira vez em setembro de 2023, quando venceu o Challenger em Como, Itália. Ele derrotou o ex-top 20 Benoît Paire na semifinal e o ex-top 40 Pedro Martínez na final, conquistando seu 4º título de Challenger na carreira, o 3º do ano. Na semana seguinte, jogando no Challenger 125 de Gênova, Wild conquistou o segundo Challenger seguido e o quarto no ano, ao derrotar na final o ex-top 10 mundial Fabio Fognini, chegando, assim, ao top 80 mundial.
Na reta final da temporada de 2023, disputou quatro ATPs em quadras cobertas no piso rápio (Estocolmo, Basileia, Paris-Bercy e Metz), uma novidade em sua carreira, visando evoluir e se adaptar melhor a esse tipo de quadra.

### 2024: quartas-de-final de ATP 500, 3as rodadas de Masters 1000, top 60 do mundo
Wild entrou direto na chave principal do AUS Open pela primeira vez em sua vida, sendo sorteado para enfrentar o cabeça de chave número 5 do torneio, Andrey Rublev. Wild empatou o jogo em 2 sets a 2 depois de estar perdendo por 2 sets a 0 e ficou perto de eliminar o russo, levando o jogo para o tie-break do 5.º e último set. O jogo acabou com parciais de 7/5, 6/3, 3/6, 4/6 e 7/6 (10-6) a favor de Rublev. Rublev elogiou o brasileiro depois da partida e disse que "Wild é um jogador muito perigoso e talentoso".".
No ATP 500 do Rio de Janeiro, Wild chegou pela primeira vez às quartas de final de um ATP 500, vencendo Alejandro Tabilo e Jaume Munar.  Enfrentando o cabeça-de-chave número 2 e atual campeão do torneio, o número 23 do mundo Cameron Norrie, Wild ainda conseguiu vencer um set, mas acabou eliminado por 2 sets a 1. Com isso, alcançou sua melhor classificação pessoal, o n.73 no mundo, no final de fevereiro.
No ATP 250 do Chile, ao vencer Roman Burruchaga na 1a rodada, garantiu entrada no top 70 mundial pela primeira vez na carreira.  Com isto, Wild entrou na lista dos 20 melhores tenistas do Brasil em todos os tempos em simples, contabilizando homens e mulheres ao mesmo tempo.
Agora como nº 65 do mundo, Wild entrou no Masters 1000 de Indian Wells como cabeça de chave 1 do qualificatório. Após ganhar 2 jogos com facilidade, entrou na chave principal enfrentando o americano J.J.Wolf, onde Wild também venceu facilmente, obtendo assim sua primeira vitória na chave principal de um Masters 1000 na carreira. Na 2a rodada, Wild enfrentou o nº 15 do mundo, o russo Karen Khachanov, e teve uma de suas melhores atuações na carreira ao derrotar o ex-top 10 mundial em sets diretos. Desde a atuação de Thomaz Bellucci em Roma, em 2016, um brasileiro não ganhava dois jogos seguidos na chave principal de um Masters 1000.
Wild também se classificou para a chave principal do Masters 1000 de Miami após duas vitórias na qualificatória, semelhante ao seu desempenho no Masters anterior em Indian Wells. Ele derrotou Nuno Borges para registrar sua primeira vitória neste torneio. Mostrando sua evolução, Wild enfrentou na 2ª rodada o número 1 dos Estados Unidos, o número 13 do mundo Taylor Fritz e venceu em sets diretos, sem sofrer nenhuma quebra de saque. Em uma batalha de 3 horas contra o cabeça de chave n.23 Nicolás Jarry, onde ambos sacaram em alto nível durante todo o jogo, Wild saiu na frente, porém foi eliminado por 2 sets a 1.
Começando a temporada européia de saibro de 2024, no ATP 250 de Bucareste, Wild derrotou Luca Nardi na estréia, mas caiu para a revelação argentina Mariano Navone na 2a rodada. Com isto, subiu para a posição de 63º do mundo. Com isto, igualou o melhor ranking de Rogério Dutra Silva, entrando na lista dos 15 melhores tenistas brasileiros masculinos em simples de todos os tempos. 
Wild entrou direto na chave principal do Masters 1000 de Madri, onde foi sorteado para enfrentar Roman Safiullin.  Wild derrotou o russo número 42 do mundo em sets diretos e, na 2ª rodada, enfrentou Lorenzo Musetti, cabeça-de-chave nº 28 e 29º do ranking mundial, e, repetindo a final juvenil do US Open 2018, também venceu em sets diretos, alcançando o 3ª rodada onde jogou com o atual bicampeão do Masters 1000 de Madri e ex-nº 1 mundial Carlos Alcaraz, perdendo por duplo 6/3. Com isso, Wild alcançou a melhor classificação de sua carreira, o número 61 do mundo, igualando a melhor classificação de Thiago Monteiro e se tornando o 14º melhor tenista masculino brasileiro de todos os tempos.
No Masters 1000 de Roma, Wild venceu o francês Grégoire Barrère (que foi n.49 do mundo em 2023) na 1ª rodada,mas foi eliminado pelo argentino Tomás Martín Etcheverry, top 30 do mundo, na 2º rodada. Devido ao resultado, atingiu seu melhor ranking na carreira em 20 de maio, se tornando o 58º do mundo.
Wild jogou pela primeira vez na chave principal de Wimbledon em 2024, contra o britânico Paul Jubb. Aplicou a maior virada de sua carreira: após estar perdendo de 2 sets a 0, venceu o jogo por 3 sets a 2.  Na 2a rodada, enfrentou o nº 15 do mundo Holger Rune, sendo eliminado por 3 sets a 1.
O paranaense se classificou para os Jogos Olímpicos de Verão de 2024 em Paris através do ranking da ATP. 
Em novembro de 2024, Wild foi operado para a retirada de três hérnias no abdômen e um cisto no ombro, encerrando sua temporada. 

## Vida pessoal

### Acusações de violência doméstica
Em agosto de 2020, Thayane Lima, ex-namorada de Thiago, registrou um boletim de ocorrência contra Thiago na Delegacia de Atendimento à Mulher de Jacarepaguá, no Rio de Janeiro, onde alegou ter sido agredida pelo atleta e apresentou um ferimento em um dedo na mão esquerda. Ela também relatou ameaças, xingamentos e diz ter sido traída por Thiago. Em setembro de 2021, a Polícia Civil do Estado do Rio de Janeiro passou a investigar Thiago por violência psicológica, injúria e lesão corporal contra a ex-namorada. Em outubro do mesmo ano, a delegada responsável pelo caso decidiu pelo indiciamento do atleta, apontou que Thiago cometeu os delitos de injúria, vias de fato e violência psicológica contra a mulher e pediu uma medida protetiva para que o tenista não se aproximasse da ex-mulher.
Em junho de 2022, o Ministério Público do Rio de Janeiro denunciou Wild por violência doméstica e psicológica contra a ex-mulher, além de por não pagar uma pensão alimentícia à ex-namorada. Na denúncia, o MPRJ diz que "no dia 08 de maio de 2020, [...] o denunciado Thiago consciente e voluntariamente, praticou vias de fato em face de sua ex-companheira/vítima: Thayane Lima da Silva, ao apertar abruptamente o dedo desta [...] em seu agir, o denunciado valendo-se do fato da vítima ser sua dependente financeira, humilhava e ridicularizava sua companheira perante familiares e amigos, chamando-a de incapaz, louca, lixo, piranha, puta barata, fiscalizava as redes sociais de sua companheira, determinando as postagens que poderiam ser mantidas, ressaltava com seus amigos que traía constantemente a vítima, bem como detalhava atos íntimos do casal afirmando que o sexo com sua companheira era insuficiente".
Desde então, Seyboth Wild negou as acusações e abriu um processo por difamação e tentativa de extorsão contra a ex-namorada. Ele alegou que o sigilo do relacionamento com a ex acabou "após o não pagamento de valores exorbitantes que me foram exigidos para que o rompimento não se transformasse em uma campanha publicamente difamatória ao meu respeito". Thiago ainda classificou as acusações de Thayane de "desairosas", "caluniosas", "fabricadas" e "vingativas". Dois processos que investigam as denúncias de violência doméstica e psicológica e danos morais foram arquivados em abril de 2023, mas um terceiro processo corre em segredo de Justiça, sem definição até o momento. O processo contra Wild está parado desde abril de 2022 porque ele não foi encontrado nos endereços que informou à Justiça do Rio de Janeiro.
Após a repercussão do caso, Wild soltou nota em que disse "os processos em andamento no Brasil, bem como um procedimento criminal em que apareço como vítima, tramitam sob segredo de Justiça" e que não pode "fazer declarações, comentários ou exposição de conversas, o que também deveria valer para a outra parte". Thiago também afirmou que "não houve julgamento, então não posso ser considerado culpado" e que não recebeu o mandado de citação expedido pela Justiça do Rio de Janeiro porque não possui residência fixa no Brasil e passou os últimos meses treinando em outros países. "Neste momento estou totalmente focado em minha carreira, de volta ao melhor nível de jogo, e confiante de que minha inocência será comprovada no devido tempo", concluiu.

### Familiares nazistas
No começo do namoro com Thayane Lima, Wild contou que sua família tem ligação com o nazismo. Em troca de mensagens no WhatsApp, ela questiona: "Sua mãe não gosta de gays, negros e judeus, é isso?" Thiago responde: "Sim. Minha família por parte de mãe é nazista. Literalmente. O meu bisavô, pai do pai da minha mãe... era o antecessor de Hitler... Foi ele quem trouxe o dito da Áustria e ensinou a vida pro Hitler". Em seguida, Wild mandou fotos de um álbum de família em que marca o familiar ao lado do ditador alemão e diz: "O Hitler em posição de sentido logo na frente do biso". E completa: "Vou fazer o que, é história. Eu achei que se eu contasse amanhã você ia embora. Ai tipo, preferi contar agora porque se não quiser ir eu entendo kkkkk".
Thiago Wild, na verdade, possui três familiares com passado diretamente nazista: Dietrich Klagges, seu trisavô pelo lado materno; Ingrun Klagges, sua bisavó pela linha materna; e Friedrich Seyboth, seu bisavô também de ascendência materna. Dietrich Klagges foi um dos primeiros membros do Partido Nazista e foi primeiro-ministro de Brunsvique entre os anos de 1933 a 1945, local onde, em 1932, cuidou pessoalmente do processo de naturalização alemã de Adolf Hitler, que era austríaco. Ingrun Klagges era filha de um importante militante nazista que recebia em sua casa em Berlim a alta cúpula do partido, como Hitler, Joseph Goebbels e Heinrich Himmler. Ela foi membro do partido e fez parte da Juventude Hitlerista e da Liga das Moças Alemãs até os 18 anos de idade. Friedrich Seyboth nasceu no Brasil em 1919, mas mudou-se para a Alemanha aos seis anos de idade, onde trabalhou como médico das tropas nazistas durante a Segunda Guerra Mundial. Virou prisioneiro de guerra dos Aliados e foi liberado entre os anos de 1947 e 1948. Ingrun e Friedrich se conheceram na faculdade em Berlim e mudaram-se para o Brasil em 1949, após o fim da Segunda Guerra. Em 1953, estabeleceram-se no município paranaense de Marechal Cândido Rondon onde abriram um hospital e se tornaram uma família influente na região.
Após a divulgação das conversas, Thiago divulgou uma nota em que disse que os prints "induzem os leitores a um entendimento errôneo sobre posicionamentos meus e de minha família" e que "eu e meus pais jamais tivemos ou concordamos com quaisquer posturas racistas, nazistas ou homofóbicas e repudiamos veementemente a campanha difamatória em curso."

## Finais de ATP Tour

### Simples: 1 (1 título)
| Legenda                           |
| --------------------------------- |
| Grand Slam tournaments (0–0)      |
| ATP World Tour Finals (0–0)       |
| ATP World Tour Masters 1000 (0–0) |
| ATP World Tour 500 Series (0–0)   |
| ATP World Tour 250 Series (1–0)   |

| Títulos por superfície |
| ---------------------- |
| Duro (0–0)             |
| Saibro (1–0)           |
| Grama (0–0)            |

| Títulos por configuração |
| ------------------------ |
| Outdoor (1–0)            |
| Indoor (0–0)             |

| Resultado | V–D | Data     | Torneio           | Tipo       | Superfície | Oponente    | Placar        |
| --------- | --- | -------- | ----------------- | ---------- | ---------- | ----------- | ------------- |
| Vitória   | 1–0 | Mar 2020 | Chile Open, Chile | 250 Series | Saibro     | Casper Ruud | 7–5, 4–6, 6–3 |

### Duplas: 1 (1 vice)
| Legenda                           |
| --------------------------------- |
| Grand Slam (0–0)                  |
| ATP World Tour Finals (0–0)       |
| ATP World Tour Masters 1000 (0–0) |
| ATP World Tour 500 Series (0–0)   |
| ATP World Tour 250 Series (0–1)   |

| Títulos por Superfície |
| ---------------------- |
| Duro (0–0)             |
| Saibro (0–1)           |
| Grama (0–0)            |

| Finais por configuração |
| ----------------------- |
| Outdoor (0–1)           |
| Indoor (0–0)            |

| Resultado | No. | Data     | Torneio             | Superfície | Parceiro    | Oponentes                          | Placar            |
| --------- | --- | -------- | ------------------- | ---------- | ----------- | ---------------------------------- | ----------------- |
| Derrota   | 1.  | Mar 2023 | Viña del Mar, Chile | Saibro     | Matías Soto | Andrea Pellegrino Andrea Vavassori | 4–6, 6–3, [10–12] |

## Finais de ATP Challenger Tour e ITF Futures/World Tennis Tour

### Simples: 13 (8 títulos, 5 vices)
| Legenda                   |
| ------------------------- |
| ATP Challenger Tour (5–3) |
| ITF Futures (3–2)         |

| Resultado | V–D | Data     | Torneio                          | Categoria         | Superfície | Oponente                 | Placar             |
| --------- | --- | -------- | -------------------------------- | ----------------- | ---------- | ------------------------ | ------------------ |
| Derrota   | 0–1 | Out 2017 | Turquia F39, Antalya             | Futures           | Saibro     | Jordi Samper-Montaña     | 6–0, 4–6, 4–6      |
| Vitória   | 1–1 | Nov 2017 | Turquia F42, Antalya             | Futures           | Saibro     | Riccardo Bonadio         | 6–4, 6–4           |
| Vitória   | 2–1 | Abr 2018 | Brasil F1, São José do Rio Preto | Futures           | Saibro     | Camilo Ugo Carabelli     | 7–6(7–5), 6–3      |
| Derrota   | 2–2 | Mai 2018 | Brasil F4, Curitiba              | Futures           | Saibro     | João Lucas Reis da Silva | 7–6(7–1), 3–6, 2–6 |
| Vitória   | 3–2 | Jun 2019 | França M25, Montauban            | World Tennis Tour | Saibro     | Hugo Gaston              | 6–4, 6–2           |
| Vitória   | 4–2 | Nov 2019 | Guayaquil, Equador               | Challenger        | Saibro     | Hugo Dellien             | 6–4, 6–0           |
| Derrota   | 4–3 | Set 2020 | Aix-en-Provence, França          | Challenger        | Saibro     | Oscar Otte               | 2–6, 7–6(7–4), 4–6 |
| Derrota   | 4–4 | Mar 2023 | Santiago, Chile                  | Challenger        | Saibro     | Hugo Dellien             | 6–3, 3–6, 3–6      |
| Vitória   | 5–4 | Mar 2023 | Viña del Mar, Chile              | Challenger        | Saibro     | Hugo Gaston              | 7–5, 6–1           |
| Vitória   | 6–4 | Abr 2023 | Buenos Aires, Argentina          | Challenger        | Saibro     | Luciano Darderi          | 6–3, 6–3           |
| Vitória   | 7–4 | Set 2023 | Como, Itália                     | Challenger        | Saibro     | Pedro Martínez           | 5–7, 6–2, 6–3      |
| Vitória   | 8–4 | Set 2023 | Genoa, Itália                    | Challenger        | Saibro     | Fabio Fognini            | 6–2, 7–6(7–3)      |
| Derrota   | 8–5 | Set 2024 | Bad Waltersdorf, Áustria         | Challenger        | Saibro     | Jaume Munar              | 2–6, 1–6           |

### Duplas: 6 (4 títulos, 2 vices)
| Legenda                   |
| ------------------------- |
| ATP Challenger Tour (0–1) |
| ITF Futures (3–1)         |

| Resultado | V–D | Data     | Torneio                 | Categoria         | Superfície | Parceiro                | Oponentes                                  | Placar                     |
| --------- | --- | -------- | ----------------------- | ----------------- | ---------- | ----------------------- | ------------------------------------------ | -------------------------- |
| Vitória   | 1–0 | Nov 2017 | Turquia F42, Antalya    | Futures           | Saibro     | Diego Hidalgo           | Koray Kırcı Takashi Saito                  | 6–2, 6–3                   |
| Vitória   | 2–0 | Mai 2018 | Brasil F3, Brasília     | Futures           | Saibro     | Tomás Martín Etcheverry | Oscar José Gutierrez Igor Marcondes        | 6–7(1–7), 7–6(7–3), [11–9] |
| Derrota   | 2–1 | Jun 2019 | França M25, Montauban   | World Tennis Tour | Saibro     | Dan Added               | Alejandro Gomez Junior Alexander Ore       | 2–6, 2–6                   |
| Vitória   | 3–1 | Jul 2019 | França M25, Ajaccio     | World Tennis Tour | Duro       | Yanais Laurent          | Fabian Fallert Hendrik Jebens              | 6–4, 1–6, [10–8]           |
| Derrota   | 3–2 | Nov 2019 | Guayaquil, Equador      | Challenger        | Saibro     | Pedro Sakamoto          | Ariel Behar Gonzalo Escobar                | 6-7(4-7), 6-7(5-7)         |
| Vitória   | 4–2 | Abr 2023 | Buenos Aires, Argentina | Challenger        | Saibro     | Francisco Comesaña      | Hernán Casanova Santiago Rodríguez Taverna | 6-3, 6-7(5-7), [10–6]      |

## Finais de Grand Slam Juvenil

### Simples: 1 (1 título)
| Resultado | Ano  | Torneio | Superfície | Oponente        | Placar        |
| --------- | ---- | ------- | ---------- | --------------- | ------------- |
| Vitória   | 2018 | US Open | Duro       | Lorenzo Musetti | 6–1, 2–6, 6–2 |

## Representação nacional

### Copa Davis (1–2)
| Grupos                   |
| ------------------------ |
| Qualifying Round (0–2)   |
| Grupo Mundial I (1–0)    |
| Grupo Mundial 1 PO (0–0) |

| Partidas por Superfície |
| ----------------------- |
| Duro (1–1)              |
| Saibro (0–1)            |
| Grama (0–0)             |

| Partidas por Tipo |
| ----------------- |
| Simples (1–2)     |
| Duplas (0–0)      |

| Partidas por Configuração |
| ------------------------- |
| Indoors (1–0)             |
| Outdoors (0–2)            |

| Partidas por Sede |
| ----------------- |
| Brasil (0–1)      |
| Fora (1–1)        |
| Neutro (0–0)      |

| Todas as Partida de Copa Davis: 1–2 (Simples: 1–2) | Todas as Partida de Copa Davis: 1–2 (Simples: 1–2) | Todas as Partida de Copa Davis: 1–2 (Simples: 1–2) | Todas as Partida de Copa Davis: 1–2 (Simples: 1–2) | Todas as Partida de Copa Davis: 1–2 (Simples: 1–2) | Todas as Partida de Copa Davis: 1–2 (Simples: 1–2) | Todas as Partida de Copa Davis: 1–2 (Simples: 1–2) | Todas as Partida de Copa Davis: 1–2 (Simples: 1–2) | Todas as Partida de Copa Davis: 1–2 (Simples: 1–2) | Todas as Partida de Copa Davis: 1–2 (Simples: 1–2) |
| Rodada                                             | Data                                               | Oponente                                           | Placar do Confronto                                | Local                                              | Superfície                                         | Partida                                            | Oponente(s)                                        | Placar da Partida                                  |                                                    |
| -------------------------------------------------- | -------------------------------------------------- | -------------------------------------------------- | -------------------------------------------------- | -------------------------------------------------- | -------------------------------------------------- | -------------------------------------------------- | -------------------------------------------------- | -------------------------------------------------- | -------------------------------------------------- |
| Copa Davis de 2020 (Qualificatório)                |                                                    |                                                    |                                                    |                                                    |                                                    |                                                    |                                                    |                                                    |                                                    |
| QLS                                                | 6–7 mar, 2020                                      | Austrália                                          | 1–3                                                | Adelaide                                           | Duro                                               | Simples 2                                          | John Millman                                       | 6–4, 6–7(0–7), 2–6                                 |                                                    |
| Copa Davis de 2022 (Qualificatório)                |                                                    |                                                    |                                                    |                                                    |                                                    |                                                    |                                                    |                                                    |                                                    |
| QLS                                                | 4–5 mar, 2022                                      | Alemanha                                           | 0–1                                                | Rio de Janeiro                                     | Saibro                                             | Simples 1                                          | Alexander Zverev                                   | 4–6, 2–6                                           |                                                    |
| Copa Davis de 2023 (Grupo Mundial I)               |                                                    |                                                    |                                                    |                                                    |                                                    |                                                    |                                                    |                                                    |                                                    |
| GM I                                               | 15–16 set, 2023                                    | Dinamarca                                          | 3–1                                                | Hillerød                                           | Duro (i)                                           | Simples 2                                          | August Holmgren                                    | 6–4, 6–2                                           |                                                    |